# Moștenirea lui Goldfaden
Moștenirea lui Goldfaden este un film documentar românesc din 2004 regizat de Radu Gabrea și scris de Gabrea și Manase Radnev.

## Prezentare
Prezintă viața poetului si dramaturgului Avram Goldfaden. Documentar arată originile teatrului idiș profesionist, întemeiat pentru prima dată în lume de Goldfaden în 1876 la Iași. Dramaturgul a avut succes după emigrarea sa la New York fiind considerat "Shakespeare-ul evreilor". Filmul urmărește și muzica klezmer din cadrul acestui teatru.

## Primire
Filmul a fost vizionat de 88 de spectatori în cinematografele din România, după cum atestă o situație a numărului de spectatori înregistrat de filmele românești de la data premierei și până la data de 31 decembrie 2014 alcătuită de Centrul Național al Cinematografiei.